# Jean Mandaroux
Jean Mandaroux (né le 16 avril 1917, mort le 25 juillet 1983) est un décorateur de théâtre et de cinéma, actif dans les années 1950 jusqu'au début des années 1980.
Il a été également acteur dans un petit rôle dans L'Enfant sauvage de François Truffaut, pour qui il a par la suite réalisé les décors de Domicile conjugal. Au début de sa carrière il a été décorateur pour Jean Boyer, avec Robert Giordani et Jacques d'Ovidio, et a ensuite travaillé pour des réalisateurs comme Marcel Pagnol, Louis Malle ou Georges Lautner. Les décors qu'il a réalisés pour Robert Hossein au Palais des sports de Paris sont parmi les plus importants construits à l'époque, avec reconstitution fidèle d'une cathédrale à l'échelle réduite sur un plateau tournant.

## Filmographie
- 1950 : Le Rosier de madame Husson de Jean Boyer
- 1951 : Garou-Garou, le passe-muraille de Jean Boyer
- 1952 : Le Trou normand de Jean Boyer
- 1953 : Le Boulanger de Valorgue d'Henri Verneuil
- 1953 : Cent francs par seconde de Jean Boyer
- 1954 : Les Lettres de mon moulin de Marcel Pagnol
- 1955 : La Madelon de Jean Boyer
- 1956 : Honoré de Marseille
- 1956 : Sous le ciel de Provence
- 1956 : Pardonnez nos offenses de Robert Hossein
- 1957 : Nous autres à Champignol
- 1958 : Ascenseur pour l'échafaud de Louis Malle
- 1958 : Les Vignes du Seigneur
- 1959 : Nina de Jean Boyer
- 1959 : Le Gendarme de Champignol
- 1960 : Meurtre en 45 tours
- 1961 : Le Goût de la violence de Robert Hossein
- 1962 : Le Monte-charge
- 1962 : Le Procès d'Orson Welles
- 1963 : Les Bonnes Causes
- 1963 : Carambolages
- 1963 : Les Tontons flingueurs de Georges Lautner
- 1964 : Allez France ! de Robert Dhéry
- 1964 : Comment trouvez-vous ma sœur ? de Michel Boisrond
- 1964 : Monsieur de Jean-Paul Le Chanois
- 1966 : Le Saint prend l'affût de Christian-Jacque
- 1966 : Ne nous fâchons pas de Georges Lautner
- 1964 : Coplan prend des risques de Maurice Labro
- 1968 : Les Cracks d'Alex Joffé
- 1970 : Domicile conjugal de François Truffaut
- 1971 : Les Nouvelles Aventures de Vidocq (télévision)
- 1974 : L'Horloger de Saint-Paul de Bertrand Tavernier
- 1978 : Le Temps des as (télévision)
- 1982 : Les Misérables de Robert Hossein

## Théâtre
- 1971 : Crime et Châtiment de  Fiodor Dostoïevski[3]
- 1975 : Hernani de Victor Hugo, mise en scène Robert Hossein
- 1978 : Notre-Dame de Paris d'après Victor Hugo mise en scène Robert Hossein[4]
- 1979 : Danton et Robespierre d’Alain Decaux mise en scène Robert Hossein
- 1980 : L'Intoxe de Françoise Dorin
- Les Caprices de Marianne d'Alfred de Musset.